# Trichopsychoda montana
Trichopsychoda montana är en tvåvingeart som först beskrevs av Satchell 1953.  Trichopsychoda montana ingår i släktet Trichopsychoda och familjen fjärilsmyggor. Inga underarter finns listade i Catalogue of Life.